# ميرا كرايغ
ميرا كرايغ (بالنرويجية البوكمول: Mira Craig)‏ هي مغنية وكاتبة غنائية نرويجية، ولدت في 31 يوليو 1982 في أوسلو في النرويج.

## وصلات خارجية
- الموقع الرسمي
- ميرا كرايغ على موقع IMDb (الإنجليزية)
- ميرا كرايغ على موقع ميوزك برينز (الإنجليزية)
- ميرا كرايغ على موقع ديسكوغز (الإنجليزية)